# Lauren Brooke
Lauren Brooke är en pseudonym för flera olika författare som skriver ungdomsböcker om hästar i bokserierna Heartland och Chestnut Hill.